# Alpera
Alpera község Spanyolországban, Albacete tartományban. Lakosainak száma 2260 fő (2024).

## Földrajza
Alpera Alatoz, Almansa, Bonete, Carcelén, Higueruela és Ayora községekkel határos.

## Népesség
A település lakosságának változását az alábbi diagram mutatja:
| Lakosok száma | 2360 | 2335 | 2392 | 2409 | 2438 | 2358 | 2289 | 2265 | 2285 | 2260 |
|               | 2001 | 2004 | 2006 | 2009 | 2011 | 2014 | 2016 | 2019 | 2021 | 2024 |